# 巴勒斯坦裔美国人
巴勒斯坦裔美国人（阿拉伯语：‎）是指具有全部或部分巴勒斯坦人血统的美国人，屬於阿拉伯裔美國人的一部分。尚不清楚第一批巴勒斯坦移民抵达美国的確切時間，但據推測他們可能於1900年代初抵达美國。当时奥斯曼帝国通过了一项新的征兵法，要求巴勒斯坦人強制参军。 移民到美國的首批巴勒斯坦人中绝大多数是基督徒，只有少数是穆斯林。1924年之后，随着1924年移民法令的頒布以及大萧条，巴勒斯坦移民开始下降。
2020年代初，美国的巴勒斯坦社群共有17万人，数量相当稀少，不到美国人口的十分之一。然而这个数字可能被低估，因为巴勒斯坦裔美国人可能认为自己只是阿拉伯人，或者一些英語不太熟練的巴勒斯坦移民可能无法準確填写人口普查表。
巴勒斯坦社区集中在芝加哥、底特律、洛杉矶、舊金山灣區和纽约。 20世纪末和21世纪，一些巴勒斯坦人移民到较小的都市或小都市以及农村地区，例如蓋洛普。